# STU Northside Bulls
Northside Bulls var ett svenskt lag i amerikansk fotboll som bildades år 2006. De spelade i Superserien mellan år 2008 och 2016, med två fjärdeplaceringar 2010 och 2012 som främsta merit. År 2020 blev Bulls en del av AIK och heter numera AIK Amerikansk fotboll. Hemmaarena var Bergshamra IP.

## Historia
Föreningen grundades 2006 genom en sammanslagning av de äldre åldersgrupperna, seniorer och U19, i de två lagen Täby Flyers och Solna Chiefs. År 2008 bestämdes att även U17-laget skulle spela i föreningen. Solna Chiefs och Täby Flyers fortsätter med sina ungdomsverksamheter individuellt.
2014 hade U17-laget så pass många spelare att det delades upp och flyttades till de två olika juniorföreningarna. 2019 flyttades även U19 till juniorföreningarna. Northside Bulls har således inte längre något juniorlag i spel.

### Namnet
Namnet röstades fram tidigt på våren 2006 av lagets spelare och det fullständiga namnet är "Solna Täby United Northside Bulls American Football Club" (STUNSBAFC). Men de spelar under namnet "Northside Bulls".
Andra namn som diskuterades var "Karolinerna" och "Long Swords".

### Rivaler
Lagets största rivaler sedan bildandet 2006 har uteslutande varit Tyresö Royal Crowns. Det har spelats många tajta matcher lagen emellan.

### Superserien
Bulls tog steget upp till högsta serien 2008 som ett av två expansions lag. Det andra var Göteborg Marvels.
- 2010 tog de sig till SM-slutspel för första gången.
- 2012 var första säsongen med fler vinster än förluster, i Superserien.

### Återuppbyggnad
Efter ett katastrofalt år i Superserien 2016 samt en spelarflykt togs beslutet att kliva ner en division för att påbörja en återuppbyggnad av laget. Första året i division 1 gick de obesegrade hela vägen till final där Göteborg Marvels lyckades stoppa segersviten och vann med 13-21 efter en jämn match.

### AIK
Bulls ansökte om medlemskap i AIK i slutet av 2019 och röstades in på AIK:s årsmöte den 11 mars 2020.

## Ledare

### Huvudtränare
| Nationalitet | Coach               | År som Head Coach | Resultat | pct   |
| ------------ | ------------------- | ----------------- | -------- | ----- |
| Sverige      | John "JP" Lannefors | (2019)            | 5-3      | 0,625 |
| Sverige      | Marcus Juhlin       | (2017-2018)       | 14-3     | 0,824 |
| Sverige      | Johan Sedin         | (2015-2016)       | 5-15     | 0,250 |
| USA          | Todd Ferguson       | (2010-2014)       | 21-1-33  | 0,391 |
| Sverige      | Joakim Strand       | (2009)            | 3-8      | 0,272 |
| USA          | John Prenderville   | (2008)            | 2-11     | 0,153 |
| Sverige      | Valdemar Angelov    | (2006-2007)       | 13-3     | 0,813 |
| Sverige      | Leo Billgren        | (2006)            | 3-4      | 0,429 |

## Resultat
(V-F-O)
| År      | Senior Grundserie        | Senior Slutspel/Kvalspel                  | U19                             | U19 Slutspel                       |
| ------- | ------------------------ | ----------------------------------------- | ------------------------------- | ---------------------------------- |
| 2019    | 2:a Superettan (4-2-0)   | Div.1 Semifinal (1-1)                     | Flyttades till juniorlagen 2019 |                                    |
| 2018    | 2:a Div.1 Östra (4-1-0)  | Div.1 Semifinal (2-1)                     | 6:a SM-serien (1-5)             |                                    |
| 2017    | 1:a Div.1 Östra (6-0-0)  | Div.1 Final (2-1)                         | 3:a SM-grundserie norra (1-2-1) | SM-Kvartsfinal (0-1)               |
| 2016    | 7:a Superserien (1-9-0)  |                                           | 5:a SM-grundserie norra (2-3-0) |                                    |
| 2015    | 5:a Superserien (4-6-0)  |                                           | 2:a SM-grundserie norra (5-2-0) | SM-Semifinal (0-1)                 |
| År      | Senior Grundserie        | Senior Slutspel/Kvalspel                  | U19                             | U17                                |
| 2014    | 6:a Superserien (4-6-0)  |                                           | 3:a SM-grundserie norra (5-4-0) | Flyttades till juniorlagen 2014    |
| 2013    | 6:a Superserien (3-7-0)  |                                           | 3:a SM-grundserie norra (6-4-0) | 2:a Östra serien (5-3-0)           |
| 2012(3) | 4:a Superserien (6-4-0)  | SM-Semifinal (0-1)                        | SM-Silver (10-3-0)              | 7:a Östra serien (2-10-0)          |
| 2011    | 5:a Superserien (3-7-0)  | Vann kval mot Limhamn Griffins (1-0)      | SM-Silver (6-5-0)               | 3:a Mellersta Serien (2-2-0)       |
| 2010    | 4:a Superserien (4-5-1)  | SM-Semifinal (0-1)                        | Drog sig ur                     | 2:a Östra Serien (8-2-0)           |
| 2009    | 6:a Superserien (2-8-0)  | Vann Kval mot Kristianstad C4 Lions (1-0) | 3:a SM-grundserie(3-2-1)        | SM-Semifinal(7-2-0)                |
| 2008(2) | 7:a Superserien (2-10-0) | Förlorade Kval mot Djurgårdens IF (0-1)   | SM-Guld (8-0-0)                 | SM-Kvartsfinal(9-2-0)              |
| 2007    | 1:a Div.1 (8-1-0)        | Div.1 Final (1-1)                         | SM-Guld (10-3-0)                | deltog inte i seriespel innan 2008 |
| 2006(1) | 3:a Div.1 (6-4-0)        |                                           | SM-Guld (10-0-0)                | deltog inte i seriespel innan 2008 |
| totalt  | 57-70-1                  | 8-7-0                                     | 67-35-2                         | 33-21-0                            |

1Första säsongen för Seniorer och U19.

2Första säsongen i Superserien, första säsongen med U17.

3Första säsongen i Superserien med fler vinster än förluster.

### Matchresultat
| Datum      | Matchtyp          | H/B | Motstånd          | Resultat |         | Spelplats        |
| ---------- | ----------------- | --- | ----------------- | -------- | ------- | ---------------- |
| 2019-06-29 | Div.1 Semifinal   | H   | Arlanda           | 21-23    | Förlust | Bergshamra Arena |
| 2019-06-15 | Div.1 Kvartsfinal | —   | Göteborg          | 1-0(1)   | Vinst   |                  |
| 2019-06-01 | Grundserie        | H   | Karlskoga         | 49-12    | Vinst   | Bergshamra Arena |
| 2019-05-25 | Grundserie        | B   | Jönköping         | 41-0     | Vinst   | Rosenlunds IP    |
| 2019-05-18 | Grundserie        | H   | Tyresö            | 17-6     | Vinst   | Bergshamra Arena |
| 2019-05-05 | Grundserie        | B   | Karlskoga         | 10-27    | Förlust | Nobelstadion     |
| 2019-04-27 | Grundserie        | H   | Jönköping         | 38-0     | Vinst   | Bergshamra Arena |
| 2019-04-22 | Grundserie        | B   | Tyresö            | 17-33    | Förlust | Tyresövallen     |
| 2018-09-02 | Div.1 Semifinal   | B   | Karlskoga         | 14-40    | Förlust | Nobelstadion     |
| 2018-08-25 | Div.1 Kvartsfinal | B   | Jönköping         | 13-7     | Vinst   | Rosenlunds IP    |
| 2018-08-18 | Wild Card         | H   | Arlanda           | 35-20    | Vinst   | Bergshamra Arena |
| 2018-06-09 | Grundserie        | H   | Djurgårdens IF AF | 48-6     | Vinst   | Bergshamra Arena |
| 2018-06-02 | Grundserie        | B   | Upplands Bro      | 52-9     | Vinst   | Kungsängens IP   |
| 2018-05-25 | Grundserie        | B   | Arlanda           | 34-14    | Vinst   | Midgårdsvallen   |
| 2018-05-12 | Grundserie        | H   | Tyresö            | 41-49    | Förlust | Bergshamra Arena |
| 2018-05-05 | Grundserie        | B   | Södertälje        | 77-0     | Vinst   | Brunnsängs IP    |
| 2017-08-27 | Div.1 Final       | N   | Göteborg          | 13-21    | Förlust | Kristianstads IP |
| 2017-08-19 | Div.1 Semifinal   | H   | Kristianstad      | 59-29    | Vinst   | Bergshamra Arena |
| 2017-08-13 | Div.1 Kvartsfinal | H   | Ekeby             | 40-7     | Vinst   | Bergshamra Arena |
| 2017-06-17 | Grundserie        | H   | Djurgårdens IF AF | 53-7     | Vinst   | Bergshamra Arena |
| 2017-06-11 | Grundserie        | B   | Upplands Bro      | 42-12    | Vinst   | Kungsängens IP   |
| 2017-05-27 | Grundserie        | B   | Västerås          | 35-12    | Vinst   | Arosvallen       |
| 2017-05-21 | Grundserie        | B   | Södertälje        | 69-0     | Vinst   | Brunnsängs IP    |
| 2017-05-14 | Grundserie        | H   | Arlanda           | 27-20    | Vinst   | Bergshamra Arena |
| 2017-05-06 | Grundserie        | H   | Luleå             | 48-0     | Vinst   | Bergshamra Arena |

| Datum      | Matchtyp   | H/B | Motstånd     | Resultat |         | Spelplats        |
| ---------- | ---------- | --- | ------------ | -------- | ------- | ---------------- |
| 2016-06-23 | Grundserie | H   | Stockholm    | 14-17    | Förlust | Bergshamra Arena |
| 2016-06-18 | Grundserie | B   | Limhamn      | 19-23    | Förlust | Hästhagens IP    |
| 2016-06-10 | Grundserie | B   | Stockholm    | 28-30    | Förlust | Zinkensdamms IP  |
| 2016-06-04 | Grundserie | H   | Örebro       | 12-34    | Förlust | Bergshamra Arena |
| 2016-05-28 | Grundserie | H   | Tyresö       | 32-35    | Förlust | Bergshamra Arena |
| 2016-05-22 | Grundserie | B   | Carlstad     | 6-56     | Förlust | Tingvalla IP     |
| 2016-05-14 | Grundserie | B   | Tyresö       | 14-34    | Förlust | Tyresövallen     |
| 2016-05-06 | Grundserie | H   | Limhamn      | 29-24    | Vinst   | Bergshamra Arena |
| 2016-04-29 | Grundserie | B   | Uppsala      | 31-41    | Förlust | Studenternas IP  |
| 2016-04-16 | Grundserie | H   | Carlstad     | 17-53    | Förlust | Bergshamra Arena |
| 2015-08-22 | Grundserie | B   | Limhamn      | 21-23    | Förlust | Hästhagens IP    |
| 2015-08-16 | Grundserie | B   | Örebro       | 13-28    | Förlust | Behrn Arena      |
| 2015-08-08 | Grundserie | H   | Västerås     | 44-30    | Vinst   | Bergshamra Arena |
| 2015-08-01 | Grundserie | H   | Carlstad     | 24-60    | Förlust | Bergshamra Arena |
| 2015-06-17 | Grundserie | B   | Uppsala      | 29-54    | Förlust | Studenternas IP  |
| 2015-06-12 | Grundserie | B   | Tyresö       | 7-63     | Förlust | Tyresövallen     |
| 2015-05-30 | Grundserie | B   | Stockholm    | 21-0     | Vinst   | Zinkensdamms IP  |
| 2015-05-23 | Grundserie | H   | Kristianstad | 69-56    | Vinst   | Bergshamra Arena |
| 2015-05-16 | Grundserie | H   | Tyresö       | 25-62    | Förlust | Bergshamra Arena |
| 2015-05-02 | Grundserie | H   | Stockholm    | 51-7     | Vinst   | Bergshamra Arena |
| 2014-08-23 | Grundserie | H   | Uppsala      | 55-35    | Vinst   | Bergshamra Arena |
| 2014-08-16 | Grundserie | B   | Carlstad     | 6-80     | Förlust | Tingvalla IP     |
| 2014-08-10 | Grundserie | B   | Stockholm    | 7-8      | Förlust | Östermalms IP    |
| 2014-08-02 | Grundserie | H   | Örebro       | 20-39    | Förlust | Bergshamra Arena |
| 2014-07-26 | Grundserie | H   | Stockholm    | 42-7     | Vinst   | Bergshamra Arena |
| 2014-07-19 | Grundserie | B   | Arlanda      | 48-14    | Vinst   | Midgårdsvallen   |
| 2014-07-12 | Grundserie | B   | Kristianstad | 18-36    | Förlust | Kristianstads IP |
| 2014-06-22 | Grundserie | H   | Tyresö       | 0-43     | Förlust | Bergshamra Arena |
| 2014-06-13 | Grundserie | B   | Uppsala      | 0-34     | Förlust | Studenternas IP  |
| 2014-05-24 | Grundserie | H   | Limhamn      | 31-27    | Vinst   | Bergshamra Arena |

| Datum      | Matchtyp       | H/B | Motstånd             | Resultat |          | Spelplats            |
| ---------- | -------------- | --- | -------------------- | -------- | -------- | -------------------- |
| 2013-08-25 | Grundserie     | H   | Uppsala              | 6-41     | Förlust  | Bergshamra Arena     |
| 2013-08-17 | Grundserie     | B   | Tyresö               | 0-28     | Förlust  | Tyresövallen         |
| 2013-08-10 | Grundserie     | H   | Arlanda              | 25-0     | Vinst    | Bergshamra Arena     |
| 2013-08-03 | Grundserie     | B   | Kristianstad         | 22-48    | Förlust  | Kristianstads IP     |
| 2013-07-07 | Grundserie     | B   | Carlstad             | 20-45    | Förlust  | Tingvalla IP         |
| 2013-06-29 | Grundserie     | H   | Stockholm            | 37-13    | Vinst    | Bergshamra Arena     |
| 2013-06-23 | Grundserie     | B   | Arlanda              | 60-0     | Vinst    | Midgårdsvallen       |
| 2013-06-15 | Grundserie     | H   | Tyresö               | 0-17     | Förlust  | Bergshamra Arena     |
| 2013-06-08 | Grundserie     | H   | Kristianstad         | 14-25    | Förlust  | Bergshamra Arena     |
| 2013-06-01 | Grundserie     | B   | Örebro               | 30-48    | Förlust  | Behrn Arena          |
| 2013-05-11 | Träningsmatch  | H   | Helsingfors 69ers    | 20-35    | Förlust  | Bergshamra Arena     |
| 2012-07-07 | SM-Semifinal   | B   | Tyresö               | 6-69     | Förlust  | Tyresövallen         |
| 2012-07-01 | Grundserie     | B   | Carlstad             | 34-53    | Förlust  | Tingvalla IP         |
| 2012-06-24 | Grundserie     | H   | Uppsala              | 47-30    | Vinst    | Bergshamra Arena     |
| 2012-06-16 | Grundserie     | H   | Arlanda              | 48-41    | Vinst    | Bergshamra Arena     |
| 2012-06-09 | Grundserie     | H   | Tyresö               | 12-53    | Förlust  | Bergshamra Arena     |
| 2012-06-02 | Grundserie     | H   | Carlstad             | 27-14    | Vinst    | Sjökrigsskolan       |
| 2012-05-26 | Grundserie     | B   | Örebro               | 0-34     | Förlust  | Behrn Arena          |
| 2012-05-12 | Grundserie     | H   | Stockholm            | 28-26    | Vinst    | Midgårdsvallen       |
| 2012-05-05 | Grundserie     | B   | Uppsala              | 40-16    | Vinst    | Studenternas IP      |
| 2012-04-28 | Grundserie     | B   | Tyresö               | 21-38    | Förlust  | Tyresövallen         |
| 2012-04-14 | Grundserie     | B   | Arlanda              | 21-14    | Vinst    | Midgårdsvallen       |
| 2011-09-17 | Superseriekval | H   | Limhamn              | 47-27    | Vinst    | Bergshamra IP        |
| 2011-09-10 | Grundserie     | B   | Örebro               | 6-28     | Förlust  | Karlsund Arena       |
| 2011-09-03 | Grundserie     | H   | Arlanda              | 8-10     | Förlust  | Bergshamra IP        |
| 2011-08-27 | Grundserie     | B   | Carlstad             | 12-39    | Förlust  | Tingvalla IP         |
| 2011-08-14 | Grundserie     | H   | Stockholm            | 28-34    | Förlust  | Bergshamra IP        |
| 2011-06-18 | Grundserie     | B   | Stockholm            | 26-23    | Vinst    | Zinkensdamms IP      |
| 2011-06-11 | Grundserie     | H   | Carlstad             | 8-76     | Förlust  | Bergshamra IP        |
| 2011-06-04 | Grundserie     | B   | Arlanda              | 18-8     | Vinst    | Midgårdsvallen       |
| 2011-05-28 | Grundserie     | H   | Tyresö               | 22-31    | Förlust  | Bergshamra IP        |
| 2011-05-06 | Grundserie     | B   | Tyresö               | 6-28     | Förlust  | Tyresövallen         |
| 2011-04-30 | Grundserie     | H   | Örebro               | 18-12    | Vinst    | Bergshamra IP        |
| 2010-09-11 | SM-Semifinal   | B   | Carlstad             | 0-40     | Förlust  | Tingvalla IP         |
| 2010-09-04 | Grundserie     | B   | Carlstad             | 12-55    | Förlust  | Tingvalla IP         |
| 2010-08-28 | Grundserie     | H   | Arlanda              | 26-18    | Vinst    | Bergshamra IP        |
| 2010-08-21 | Grundserie     | H   | Tyresö               | 6-27     | Förlust  | Bergshamra IP        |
| 2010-08-15 | Grundserie     | B   | Stockholm            | 26-26    | Oavgjort | Zinkensdamms IP      |
| 2010-08-07 | Grundserie     | B   | Djurgården           | 34-0     | Vinst    | Östermalms IP        |
| 2010-06-12 | Grundserie     | H   | Carlstad             | 30-48    | Förlust  | Bergshamra IP        |
| 2010-06-05 | Grundserie     | H   | Djurgården           | 34-20    | Vinst    | Bergshamra IP        |
| 2010-05-29 | Grundserie     | H   | Stockholm            | 22-50    | Förlust  | Bergshamra IP        |
| 2010-05-21 | Grundserie     | B   | Tyresö               | 28-25    | Vinst    | Tyresövallen         |
| 2010-05-15 | Grundserie     | B   | Arlanda              | 28-36    | Förlust  | Midgårdsvallen       |
| 2010-05-09 | Träningsmatch  | B   | Helsingfors Roosters | 8-21     | Förlust  | Helsingfors Velodrom |

| Datum      | Matchtyp         | H/B | Motstånd             | Resultat |         | Spelplats            |
| ---------- | ---------------- | --- | -------------------- | -------- | ------- | -------------------- |
| 2009-09-13 | Superseriekval   | H   | Kristianstad         | 36-11    | Vinst   | Bergshamra IP        |
| 2009-08-30 | Grundserie       | B   | Stockholm            | 6-58     | Förlust | Zinkensdamms IP      |
| 2009-08-22 | Grundserie       | H   | Carlstad             | 13-55    | Förlust | Bergshamra IP        |
| 2009-08-08 | Grundserie       | B   | Djurgården           | 6-42     | Förlust | Östermalms IP        |
| 2009-07-31 | Grundserie       | B   | Arlanda              | 34-60    | Förlust | Midgårdsvallen       |
| 2009-06-26 | Grundserie       | H   | Tyresö               | 57-39    | Vinst   | Bergshamra IP        |
| 2009-06-12 | Grundserie       | H   | Djurgården           | 0-16     | Förlust | Bergshamra IP        |
| 2009-06-06 | Grundserie       | H   | Arlanda              | 18-40    | Förlust | Bergshamra IP        |
| 2009-05-30 | Grundserie       | B   | Carlstad             | 8-61     | Förlust | Tingvalla IP         |
| 2009-05-23 | Grundserie       | H   | Stockholm            | 19-34    | Förlust | Bergshamra IP        |
| 2009-05-08 | Grundserie       | B   | Tyresö               | 33-22    | Vinst   | Bollmoravallen       |
| 2008-09-14 | Superseriekval   | H   | Djurgården           | 14-34    | Förlust | Bergshamra IP        |
| 2008-08-30 | Grundserie       | B   | Limhamn              | 12-40    | Förlust | Hästhagens IP        |
| 2008-08-23 | Grundserie       | H   | Carlstad             | 28-63    | Förlust | Bergshamra IP        |
| 2008-08-16 | Grundserie       | H   | Tyresö               | 52-45    | Vinst   | Bergshamra IP        |
| 2008-08-09 | Grundserie       | H   | Arlanda              | 14-48    | Förlust | Bergshamra IP        |
| 2008-08-02 | Grundserie       | H   | Göteborg             | 9-8      | Vinst   | Bergshamra IP        |
| 2008-06-28 | Grundserie       | H   | Stockholm            | 6-35     | Förlust | Skarpnäcks IP        |
| 2008-06-07 | Grundserie       | H   | Limhamn              | 20-21    | Förlust | Midgårdsvallen       |
| 2008-05-31 | Grundserie       | B   | Carlstad             | 6-70     | Förlust | Tingvalla IP         |
| 2008-05-24 | Grundserie       | B   | Tyresö               | 8-17     | Förlust | Bollmoravallen       |
| 2008-05-17 | Grundserie       | H   | Arlanda              | 14-61    | Förlust | Midgårdsvallen       |
| 2008-05-10 | Grundserie       | B   | Göteborg             | 6-30     | Förlust | Backavallen          |
| 2008-05-03 | Grundserie       | B   | Stockholm            | 12-59    | Förlust | Zinkensdamms IP      |
| 2007-09-09 | Div. 1 Final     | H   | Göteborg             | 0-14     | Förlust | Sjökrigsskolan       |
| 2007-09-01 | Div. 1 Semifinal | H   | Norrköping           | 24-0     | Vinst   | Sjökrigsskolan       |
| 2007-08-25 | Grundserie       | B   | Gefle                | 27-15    | Vinst   | Nynäs IP             |
| 2007-08-19 | Grundserie       | H   | Uppsala              | 38-14    | Vinst   | Studenternas IP      |
| 2007-08-12 | Grundserie       | H   | Djurgården           | 16-0     | Vinst   | Sjökrigsskolan       |
| 2007-06-17 | Grundserie       | B   | Örebro               | 6-8      | Förlust | Örnsro IP            |
| 2007-06-10 | Grundserie       | H   | Göteborg             | 20-6     | Vinst   | Sjökrigsskolan       |
| 2007-06-03 | Grundserie       | B   | Norrköping           | 18-17    | Vinst   | Dagbergsfältet       |
| 2007-05-27 | Grundserie       | H   | Gefle                | 22-0     | Vinst   | Sjökrigsskolan       |
| 2007-05-20 | Grundserie       | H   | Uppsala              | 30-27    | Vinst   | Sjökrigsskolan       |
| 2007-05-12 | Grundserie       | B   | Djurgården           | 14-7     | Vinst   | Zinkensdamms IP      |
| 2007-05-06 | Träningsmatch    | B   | Helsingfors Roosters | 23-14    | Vinst   | Helsingfors Velodrom |
| 2006-08-27 | Grundserie       | H   | Djurgården           | 30-0     | Vinst   | Sjökrigsskolan       |
| 2006-08-20 | Grundserie       | B   | Tyresö               | 20-41    | Förlust | Bollmoravallen       |
| 2006-08-13 | Grundserie       | H   | Örebro               | 14-6     | Vinst   | Sjökrigsskolan       |
| 2006-08-06 | Grundserie       | B   | Uppsala              | 28-24    | Vinst   | Studenternas IP      |
| 2006-06-17 | Grundserie       | B   | Westerbotten         | 58-8     | Vinst   | Dragonen             |
| 2006-06-11 | Grundserie       | H   | Gefle                | 42-3     | Vinst   | Sjökrigsskolan       |
| 2006-06-04 | Grundserie       | H   | Sundsvall            | 45-6     | Vinst   | Sjökrigsskolan       |
| 2006-05-27 | Grundserie       | B   | Djurgården           | 7-21     | Förlust | Zinkensdamms IP      |
| 2006-05-21 | Grundserie       | B   | Örebro               | 18-20    | Förlust | Örnsro IP            |
| 2006-05-14 | Grundserie       | H   | Tyresö               | 13-55    | Förlust | Sjökrigsskolan       |
| 2006-04-30 | Träningsmatch    | B   | Helsingfors Roosters | 0-23     | Förlust | Helsingfors Velodrom |

### Bulls vs Motståndare
| Lag                  | M  | V  | O | F  | +   | -   | pct   |
| -------------------- | -- | -- | - | -- | --- | --- | ----- |
| Arlanda              | 17 | 10 | 0 | 7  | 479 | 433 | 0.588 |
| Carlstad             | 16 | 1  | 0 | 15 | 251 | 868 | 0.062 |
| Djurgården           | 11 | 7  | 0 | 4  | 256 | 153 | 0.636 |
| Ekeby                | 1  | 1  | 0 | 0  | 40  | 7   | 1.000 |
| Gefle                | 3  | 3  | 0 | 0  | 91  | 18  | 1.000 |
| Göteborg             | 6  | 3  | 0 | 3  | 49  | 79  | 0.500 |
| Helsingfors 69ers    | 1  | 0  | 0 | 1  | 20  | 35  | 0.000 |
| Helsingfors Roosters | 3  | 1  | 0 | 2  | 31  | 58  | 0.333 |
| Jönköping            | 3  | 3  | 0 | 0  | 92  | 7   | 1.000 |
| Karlskoga            | 3  | 1  | 0 | 2  | 73  | 79  | 0.333 |
| Kristianstad C4      | 1  | 1  | 0 | 0  | 36  | 11  | 1.000 |
| Kristianstad P       | 5  | 2  | 0 | 3  | 182 | 194 | 0.400 |
| Limhamn              | 7  | 3  | 0 | 4  | 179 | 185 | 0.429 |
| Luleå                | 1  | 1  | 0 | 0  | 48  | 0   | 1.000 |
| Norrköping           | 2  | 2  | 0 | 0  | 42  | 17  | 1.000 |
| Stockholm            | 16 | 6  | 1 | 9  | 373 | 427 | 0.406 |
| Sundsvall            | 1  | 1  | 0 | 0  | 45  | 6   | 1.000 |
| Södertälje           | 2  | 2  | 0 | 0  | 146 | 0   | 1.000 |
| Tyresö               | 23 | 5  | 0 | 18 | 437 | 860 | 0.217 |
| Upplands-Bro         | 2  | 2  | 0 | 0  | 94  | 21  | 1.000 |
| Uppsala              | 10 | 6  | 0 | 4  | 304 | 316 | 0.600 |
| Västerås             | 2  | 2  | 0 | 0  | 79  | 42  | 1.000 |
| Westerbotten         | 1  | 1  | 0 | 0  | 58  | 8   | 1.000 |
| Örebro               | 10 | 2  | 0 | 8  | 137 | 257 | 0.200 |

| Lag    | M   | V  | O | F  | +    | -    | pct   |
| ------ | --- | -- | - | -- | ---- | ---- | ----- |
| Totalt | 147 | 66 | 1 | 80 | 3542 | 4081 | 0.452 |